# Pseudepipona tripunctata
Pseudepipona tripunctata är en stekelart som först beskrevs av Fabricius 1787.  Pseudepipona tripunctata ingår i släktet Pseudepipona och familjen Eumenidae. Inga underarter finns listade i Catalogue of Life.